# Absouya (tổng)
Absouya là một tổng hay đô thị thuộc tỉnh Oubritenga ở phía tây Burkina Faso. Thủ ohur tổng này là thị xã Oubritenga. Theo điều tra năm 1996, tổng này có dân số 26.188 người .

## Các thị xã và làng xã
- Absouya	(2 017 dân) (thủ phủ)
- Bargo	(2 021 dân)
- Batenga	(650 dân)
- Bendogo	(2 341 dân)
- Bilogtenga	(3 216 dân)
- Danaogo	(1 228 dân)
- Gounghin	(1 768 dân)
- Largo	(1 021 dân)
- Moanéga	(1 789 dân)
- Mockin	(2 580 dân)
- Nabdoghin	(1 281 dân)
- Nioniogo	(1 860 dân)
- Sattin	(968 dân)
- Siguinvoussé	(1 036 dân)
- Siny	(526 dân)
- Tambizinsé	(390 dân)
- Tampaongo	(1 496 dân)